# هو ینسین
پروفسور ینسین یک شخصیت تخیلی در کتاب‌های کامیک مارول کامیکس می‌باشد همکاری‌اش با مرد آهنی شناخته می‌شود. این کاراکتر به وسیلهٔ استن لی، لری لیبر و دان هک خلق شده و در قصه‌های در حال تعلیق شماره‌های ۳۹ام (مارس ۱۹۶۳) برای اولین بار معرفی شد. ینسین نقش مهمی را در زندگی تونی استارک بازی می‌کند چرا که او مربی استارک بود و به وی در ساخت اولین زره‌اش کمک داد.
شان طوب نقش پروفسور ینسین را در فیلم‌های مرد آهنی (۲۰۰۸) و مرد آهنی ۳ (۲۰۱۳) بازی کرده است.